# Неокази (Грчка)
Неокази (грч. Νεοχωράκι, Неохораки) је насеље у Грчкој у општини Лерин, периферија Западна Македонија. Према попису из 2021. било је 385 становника.
На попису из 1991. године Неокази су имали 592 становника, од чега су Словени апсолутна већина а остли су потомци грчких избеглица из Турске.

## Становништво
| Година       | 1951 | 1961 | 1971 | 1981 | 1991 | 2001 | 2011 |
| ------------ | ---- | ---- | ---- | ---- | ---- | ---- | ---- |
| Становништво | 654  | 787  | 632  | 624  | 592  | 542  | 485  |